# 1629 Pecker
1629 Pecker је астероид главног астероидног појаса. Приближан пречник астероида је 9,34 ,
а средња удаљеност астероида од Сунца износи 2,238 астрономских јединица (АЈ).
Инклинација (нагиб) орбите у односу на раван еклиптике је 9,705 степени, а орбитални период износи 1223,052 дана (3,348 године). Ексцентрицитет орбите астероида износи 0,153.
Апсолутна магнитуда астероида износи 12,60 а геометријски албедо 0,184.
Астероид је откривен 28. фебруара 1952. године.